# Biskupi wileńscy
Biskupi wileńscy – biskupi diecezjalni, biskupi koadiutorzy i biskupi pomocniczy diecezji, a od 1925 archidiecezji wileńskiej.

## Biskupi

### Biskupi diecezjalni
| Lata urzędowania | Biskup | Biskup                          | Uwagi |
| ---------------- | ------ | ------------------------------- | --- |
| 1388–1398        |        | Andrzej Jastrzębiec             | |
| 1399–1407        |        | Jakub Plichta                   | |
| 1408–1414        |        | Mikołaj z Gorzkowa              | |
| 1415–1422        |        | Piotr Krakowczyk                | |
| 1422–1453        |        | Maciej z Trok                   | |
| 1453–1467        |        | Mikołaj z Sołecznik             | |
| 1468–1481        |        | Jan Łosowicz                    | |
| 1481–1491        |        | Andrzej Goskowicz               | |
| 1492–1507        |        | Wojciech Tabor                  | |
| 1507–1519        |        | Wojciech Radziwiłł              | |
| 1519–1536        |        | Jan z Książąt Litewskich        | następnie biskup diecezjalny poznański                                                                           |
| 1536–1555        |        | Paweł Algimunt Holszański       | |
| 1556–1579        |        | Walerian Protasewicz            | |
| 1579–1591        |        | Jerzy Radziwiłł                 | następnie biskup diecezjalny krakowski, kardynał                                                                 |
| 1600–1615        |        | Benedykt Woyna                  | |
| 1616–1630        |        | Eustachy Wołłowicz              | |
| 1631–1649        |        | Abraham Woyna                   | |
| 1649–1656        |        | Jerzy Tyszkiewicz               | |
| 1656–1661        |        | Jan Karol Dowgiałło Zawisza     | |
| 1661–1665        |        | Jerzy Białłozor                 | |
| 1667–1671        |        | Aleksander Kazimierz Sapieha    | |
| 1672–1684        |        | Mikołaj Stefan Pac              | |
| 1685–1686        |        | Aleksander Kotowicz             | |
| 1687–1722        |        | Konstanty Kazimierz Brzostowski | |
| 1722–1723        |        | Maciej Józef Ancuta             | |
| 1724–1729        |        | Karol Piotr Pancerzyński        | |
| 1730–1762        |        | Michał Jan Zienkowicz           | |
| 1762–1794        |        | Ignacy Jakub Massalski          | |
| 1798–1808        |        | Jan Nepomucen Kossakowski       | |
| 1814–1815        |        | Hieronim Stroynowski            | |
| 1840–1841        |        | Andrzej Benedykt Kłągiewicz     | |
| 1848–1856        |        | Wacław Żyliński                 | następnie arcybiskup metropolita mohylewski                                                                      |
| 1858–1883        |        | Adam Stanisław Krasiński        | |
| 1883–1889        |        | Karol Hryniewiecki              | |
| 1889–1895        |        | Antoni Franciszek Audziewicz    | |
| 1897–1902        |        | Stefan Aleksander Zwierowicz    | następnie biskup diecezjalny sandomierski                                                                        |
| 1903–1917        |        | Edward von Ropp                 | następnie arcybiskup metropolita mohylewski                                                                      |
| 1918–1925        |        | Jerzy Matulewicz                | błogosławiony Kościoła katolickiego                                                                              |
|                  |        | Jan Cieplak                     | nominat (1925–1926)                                                                                              |
| 1926–1955        |        | Romuald Jałbrzykowski           | arcybiskup metropolita                                                                                           |
|                  |        | Julijonas Steponavičius         | administrator apostolski w latach 1957–1989                                                                      |
|                  |        | Adam Sawicki                    | administrator apostolski w Białymstoku w latach 1962–1968                                                        |
|                  |        | Władysław Suszyński             | administrator apostolski w Białymstoku w 1968                                                                    |
|                  |        | Henryk Gulbinowicz              | administrator apostolski w Białymstoku w latach 1970–1976, następnie arcybiskup metropolita wrocławski, kardynał |
|                  |        | Edward Kisiel                   | administrator apostolski w Białymstoku w latach 1976–1991, następnie biskup diecezjalny białostocki              |
| 1989–1991        |        | Julijonas Steponavičius         | arcybiskup metropolita                                                                                           |
| 1991–2013        |        | Audrys Bačkis                   | arcybiskup metropolita, kardynał                                                                                 |
| od 2013          |        | Gintaras Grušas                 | |

### Biskupi pomocniczy
| Lata urzędowania | Biskup | Biskup                              | Uwagi |
| ---------------- | ------ | ----------------------------------- | --- |
| 1512–1531        |        | Jakub Miechowski                    | |
| 1532–1554        |        | Feliks z Kazimierza                 | |
| 1550–1570        |        | Jerzy Albinus                       | |
| 1572–1594        |        | Cyprian Wiliski                     | |
| 1574–1579        |        | Jerzy Radziwiłł                     | koadiutor, następnie biskup diecezjalny wileński, późniejszy biskup diecezjalny krakowski, kardynał                            |
| 1602–1610        |        | Mikołaj Pac                         | następnie biskup diecezjalny żmudzki                                                                                           |
| 1611–1626        |        | Abraham Woyna                       | następnie biskup diecezjalny żmudzki, późniejszy biskup diecezjalny wileński                                                   |
| 1627–1633        |        | Jerzy Tyszkiewicz                   | następnie biskup diecezjalny żmudzki, późniejszy biskup diecezjalny wileński                                                   |
| 1634–1644        |        | Stanisław Nieborski                 | |
| 1639–1643        |        | Marcjan Tryzna                      | |
| 1644–1655        |        | Hieronim Władysław Sanguszko        | następnie biskup diecezjalny smoleński                                                                                         |
| 1652–1668        |        | Teodor Skuminowicz                  | biskup pomocniczy dla Białorusi                                                                                                |
| 1655–1660        |        | Aleksander Kazimierz Sapieha        | następnie biskup diecezjalny żmudzki, późniejszy biskup diecezjalny wileński                                                   |
| 1661–1668        |        | Gothard Jan Tyzenhauz               | następnie biskup diecezjalny smoleński                                                                                         |
| 1669–1693        |        | Mikołaj Słupski                     | biskup pomocniczy dla Białorusi                                                                                                |
| 1683–1692        |        | Władysław Silnicki                  | |
| 1694–1695        |        | Jan Hieronim Kryszpin-Kirszensztein | następnie biskup diecezjalny żmudzki                                                                                           |
| 1696–1710        |        | Jan Mikołaj Zgierski                | następnie biskup diecezjalny smoleński, późniejszy biskup diecezjalny żmudzki                                                  |
| 1696–1703        |        | Wojciech Izdebski                   | biskup pomocniczy dla Białorusi                                                                                                |
| 1704–1711        |        | Aleksander Mikołaj Horain           | biskup pomocniczy dla Białorusi, następnie biskup diecezjalny smoleński, późniejszy biskup diecezjalny żmudzki                 |
| 1710–1722        |        | Maciej Józef Ancuta                 | od 1717 koadiutor, następnie biskup diecezjalny wileński                                                                       |
| 1712–1721        |        | Karol Piotr Pancerzyński            | biskup pomocniczy dla Białorusi, następnie biskup diecezjalny smoleński, późniejszy biskup diecezjalny wileński                |
| 1722–1725        |        | Bogusław Korwin Gosiewski           | biskup pomocniczy dla Białorusi, następnie biskup diecezjalny smoleński                                                        |
| 1723–1737        |        | Jerzy Kazimierz Ancuta              | |
| 1737–1754        |        | Józef Stanisław Sapieha             | koadiutor |
| 1744–1763        |        | Antoni Józef Żółkowski              | w latach 1744–1755 biskup pomocniczy dla Białorusi                                                                             |
| 1755–1781        |        | Tomasz Ignacy Zienkowicz            | w latach 1755–1763 biskup pomocniczy dla Białorusi                                                                             |
| 1763–1765        |        | Jan Stefan Giedroyć                 | biskup pomocniczy dla Białorusi, następnie biskup diecezjalny inflancko-piltyński, późniejszy biskup diecezjalny żmudzki       |
| 1766–1782        |        | Feliks Towiański                    | biskup pomocniczy dla Białorusi                                                                                                |
| 1773–1774        |        | Stanisław Bohusz Siestrzeńcewicz    | biskup pomocniczy dla Białorusi, następnie arcybiskup metropolita mohylewski                                                   |
| 1775–1781        |        | Józef Kazimierz Kossakowski         | biskup pomocniczy dla Troków, następnie biskup diecezjalny inflancko-piltyński, później jednocześnie biskup koadiutor wileński |
| 1782–1793        |        | Piotr Aleksander Toczyłowski        | |
| 1782–1785        |        | Franciszek Alojzy Gzowski           | biskup pomocniczy dla Troków                                                                                                   |
| 1791–1794        |        | Józef Kazimierz Kossakowski         | koadiutor, jednocześnie biskup diecezjalny inflancko-piltyński                                                                 |
| 1795–1803        |        | Dawid Zygmunt Pilchowski            | |
| 1796–1801        |        | Jerzy Antoni Połubiński             | biskup pomocniczy dla Troków                                                                                                   |
| 1798–1828        |        | Adam Kossakowski                    | biskup pomocniczy dla Kurlandii                                                                                                |
| 1798–1822        |        | Adam Kłokocki                       | biskup pomocniczy dla Brześcia                                                                                                 |
| 1804–1807        |        | Ignacy Houwalt                      | biskup pomocniczy dla Troków, elekt (nie przyjął sakry biskupiej)                                                              |
| 1814–1819        |        | Nikodem Puzyna                      | |
| 1815–1829        |        | Tadeusz Kundzicz                    | biskup pomocniczy dla Troków                                                                                                   |
| 1830–1840        |        | Andrzej Benedykt Kłągiewicz         | biskup pomocniczy dla Brześcia, następnie biskup diecezjalny wileński                                                          |
| 1840–1846        |        | Jan Kajetan Cywiński                | biskup pomocniczy dla Troków                                                                                                   |
| 1840–1848        |        | Kazimierz Roch Dmochowski           | biskup pomocniczy dla Kurlandii, następnie biskup pomocniczy żmudzki, późniejszy arcybiskup metropolita mohylewski             |
| 1890–1896        |        | Ludwik Zdanowicz                    | |
| 1923–1940        |        | Kazimierz Mikołaj Michalkiewicz     | |
| 1940–1953        |        | Mečislovas Reinys                   | |
| 1948–1968        |        | Władysław Suszyński                 | biskup pomocniczy w Białymstoku, następnie administrator apostolski archidiecezji wileńskiej w Białymstoku                     |
| 1979–1991        |        | Edward Ozorowski                    | biskup pomocniczy w Białymstoku, następnie biskup pomocniczy białostocki, późniejszy arcybiskup metropolita białostocki        |
| 1997–2002        |        | Jonas Boruta                        | następnie biskup diecezjalny Telszów                                                                                           |
| 1991–2010        |        | Juozas Tunaitis                     | |
| od 2010          |        | Arūnas Poniškaitis                  | |
| 2017–2024        |        | Darius Trijonis                     | następnie biskup koadiutor szawelski                                                                                           |